# Teofil Świrski

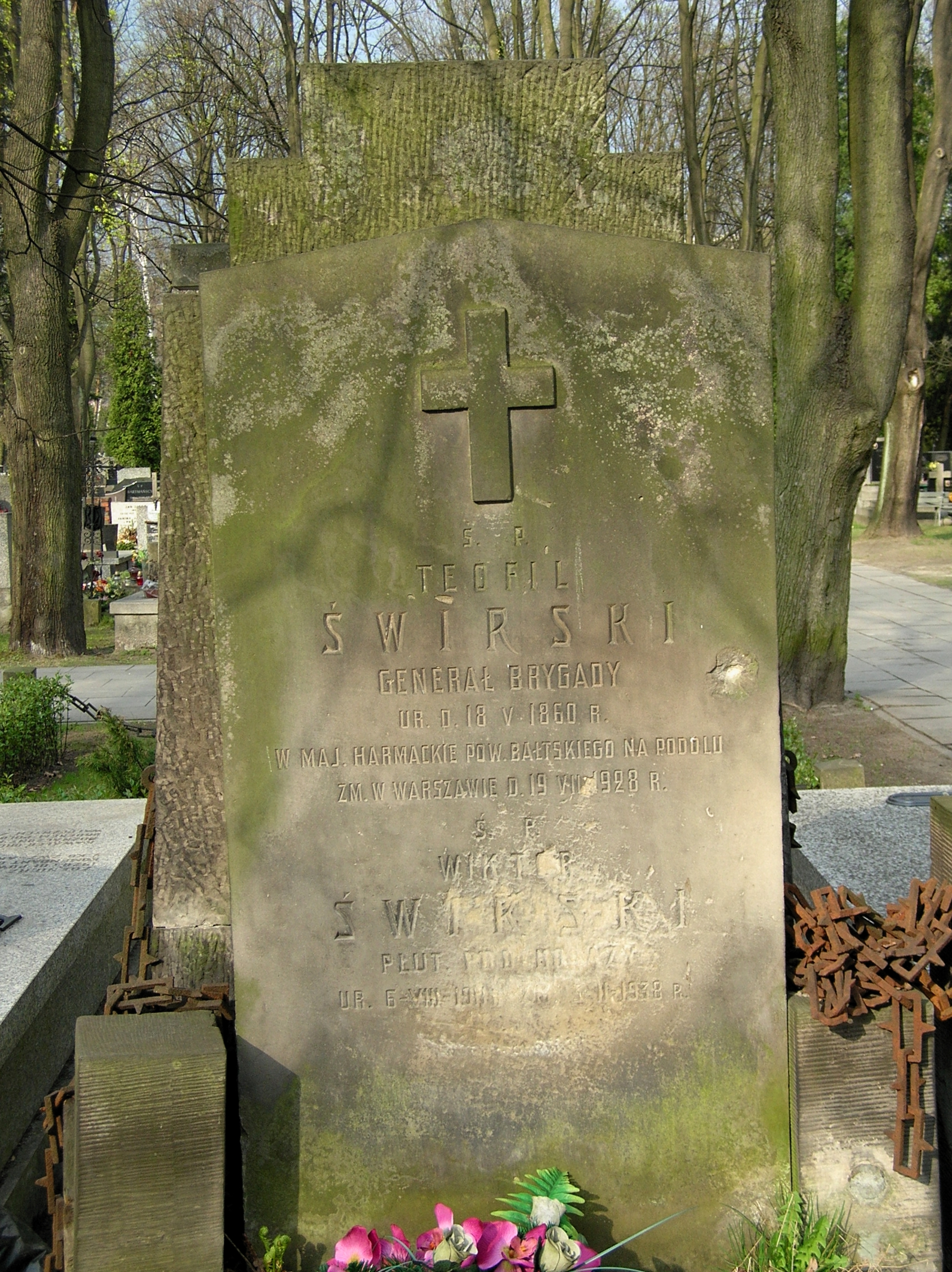
Grób gen. Świrskiego na Powązkach Wojskowych

Teofil Świrski (ur. 5 maja 1860, zm. 19 lipca 1928 w Warszawie) – generał brygady Wojska Polskiego.

## Życiorys
Urodził się 5 maja 1860. 1 stycznia 1909 roku pełnił służbę w 58 Praskim pułku piechoty, który wchodził w skład I Brygady 15 Dywizji Piechoty i stacjonował w Mikołajowie, w ówczesnej guberni chersońskiej. Na przełomie 1915 i 1916 roku dowodził 74 Stawropolskim pułkiem piechoty (ros. 74-й пехотный Ставропольский полк), który wchodził w skład I Brygady 19 Dywizji Piechoty. 21 lutego 1916 został przeniesiony do rezerwy oficerów przy Sztabie Piotrogrodzkiego Okręgu Wojskowego. 25 czerwca 1916 roku objął dowództwo 469 Arzamaskiego pułku piechoty (ros. 469-й пехотный Арзамасский полк), który wchodził w skład 118 Dywizji Piechoty.
Po odzyskaniu przez Polskę niepodległości wstąpił do Wojska Polskiego. 15 października 1919 roku objął dowództwo 145 pułku strzelców kresowych, który wówczas znajdował się w obronie na przedmościu Skała. W listopadzie pułk pod jego dowództwem zajął Kamieniec Podolski, a następnie zorganizował obronę nad rzeką Smotrycz. W następnym miesiącu zorganizował obronę nad rzeką Muksza. 21 grudnia 1919 roku zdał dowództwo pułku. W 1921 roku został przeniesiony w stan spoczynku.
26 października 1923 roku Prezydent RP Stanisław Wojciechowski zatwierdził go w stopniu generała brygady.
W ramach akcji osadnictwa wojskowego otrzymał ziemię na terenie powiatu brzeskiego.
Na emeryturze mieszkał w Gnieźnie. Był członkiem Zarządu Okręgu III i honorowym doradcą Związku Powstańców i Wojaków w Gnieźnie oraz „błękitnym rycerzem” – członkiem honorowym Placówki Gniezno Związku Hallerczyków. Zmarł w czwartek 19 lipca 1928 roku w Szpitalu Ujazdowskim w Warszawie, po długiej i ciężkiej chorobie. Pochowany na Cmentarzu Wojskowym na Powązkach (kwatera B20-4-2).
Jego żoną była Eugenia z domu de Malherbe, z którą miał synów Jerzego (1893-1940) i Wiktora (-1938).

## Ordery i odznaczenia
- Złota szabla „Za dzielność” – 24 lutego 1915
- Order św. Stanisława z Mieczami kl. 2 – 23 lipca 1915
- Order św. Stanisława kl. 2 – 1908
- Order św. Anny kl. 2 – 1911
- Order św. Włodzimierza z Mieczami kl. 3 – 15 marca 1915
- Order św. Włodzimierza z Mieczami i Kokardą kl. 4 – 13 lutego 1915
- Medal Międzysojuszniczy „Médaille Interalliée”[10]